# 下天之華
《下天之華》是2013年3月28日由光榮特庫摩發售的PSP用戀愛遊戲。

## 概要
舞台為戰國時代，居住在伊賀之里的主角女忍每天過著修行的日子，某天接到了一個委託前往安土城，在安土城中等待她的是織田信長的心腹－明智光秀，他雇用主角偽裝成妹妹待在城裡，主角背負的秘密使命是？主角與武將之間萌生的曖昧情愫的發展又該如何是好？

## 人物介紹
螢
戰國時代的女忍者，來自伊賀。
因雙親過世傷心不已，由師父百地尚光收養並將其訓練為忍者。
在一開始因為戰國名將織田信長的心腹-明智光秀賦予其任務而來到安土城，並偽裝為其之妹-桔梗。
擅長幻化術，時常奉光秀之命而幻化為其他東西。
在信長一時興起舉辦的劍術比武時奉光秀之命幻化成七介（男）參加。
百第差點偷襲信長成功時，丟出了一把手裡劍以警示信長及蘭丸。
喜歡甜食（吃到的時候驚訝的開心）。
織田信長（聲優：松風雅也）
織田家的主君。
一見面便向螢告白。
距離統一天下只差一步，才華洋溢的魔王，織田家的總大將。以獨特創新的思維深獲人心，但也因此樹立了不少敵人，個性桀傲不遜，覺得生活應該要以享樂面對。
外號為第六天魔王。
夢想為天下布武（以武家的政權來支配天下）。
引發戰爭的原因是為了盡早統一天下，讓天下和平。期待著戰爭後全新的未來。
主張世界是連繫在一起的。
常彈人額頭，喜歡甜食。出乎意料的孩子氣。
在第2次遭百地偷襲時保護了螢。
森蘭丸（聲優：島崎信長）
信長的護衛。
時時警戒著。
深深的記著幻化成七介混入劍術比武的螢，因其實力高超及華麗熟練。
有點遲鈍的孩子。
從小就侍奉信長的少年，要是有人對信長不利他會毫不猶豫挺身而出，為了能配得上主公而努力不懈，平時看起來很嚴肅，但與同年的主角相處時就會流露出符合年齡的少年態度。
明智光秀（聲優：野島健兒）
神秘妖豔的信長家臣，織田信長的心腹，在織田軍中的地位僅次於信長，不論被交付怎樣無理的難題他都能一一完成，他內心大概有著裡不為人知的想法。
螢的主人。更是第1個看穿螢幻化術的人（劇中）
為了查出幕後犯人而叫螢殺了信長。
對信長相當忠誠。
羽柴秀吉（聲優：森久保祥太郎）
好女色的傢伙。
性格開朗受歡迎的人物，對信長效忠的家臣，憑著機運加入織田軍。
時常趁機找藉口不工作。
看出了螢是光秀的忍者的人，隨後問其是否要殺信長。
德川家康（聲優：小野賢章）
作為客人滯留在安土城裡，不喜歡鬥爭，看起來很安靜的純情青年，不善與人交往所以平時總用瀏海遮住臉，特別是女性……所以在螢前經常臉紅。
織田信行（聲優：岡本寛志）
信長的雙胞胎弟弟。
為了父親而雇用了忍者百地尚光殺信長。
與信長同樣喜歡甜食。
百地尚光（聲優：檜山修之）
伊賀的上忍，也就是他將女主角教育成身手不凡的忍者，幾年前因為出任務而下落不明。
因信行雇用而前來暗殺信長。

## 改編漫畫版
由日本漫畫家くまだゆか作畫
於講談社ARIA雜誌連載中
2014/2/27發行單行本第1集
2014/5/8發行單行本第2集(預定)

## 外部連結
- 下天之華 總合網站（页面存档备份，存于）（日語）